# Biografielijst Zv

## Zva
- Antonín Zváček (1907-1981), Tsjechisch componist en dirigent
- Vladislav Zvara (1971), Slowaaks voetballer

## Zve

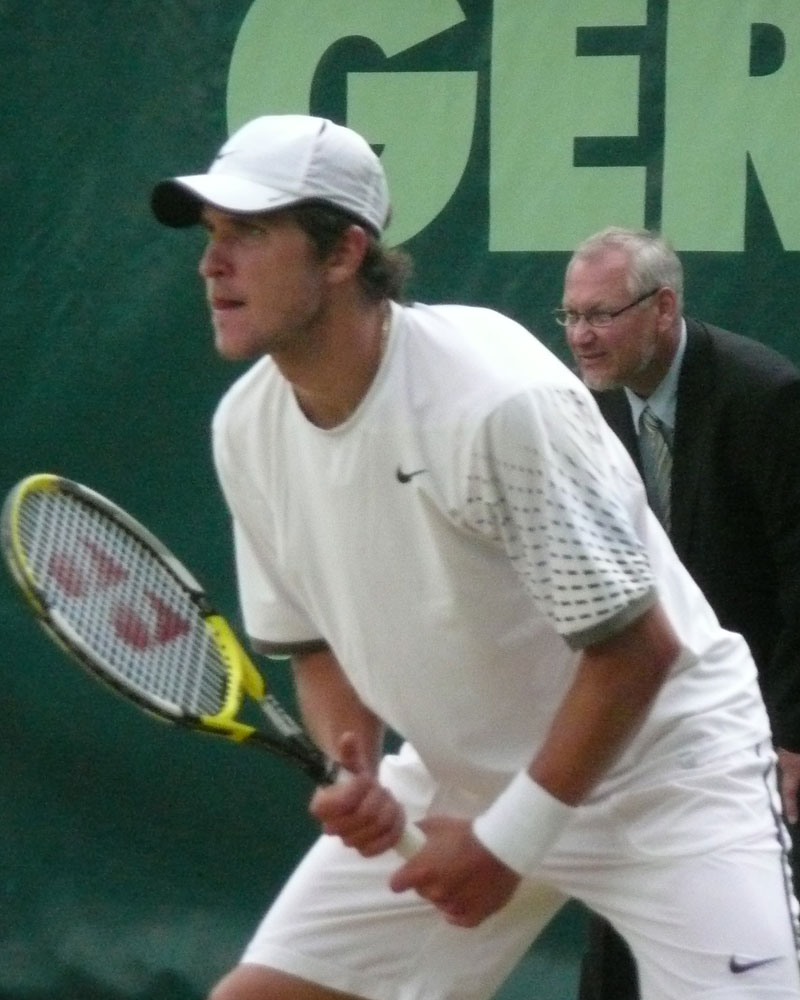
Mischa Zverev

- Kristaps Zvejnieks (1992), Lets alpineskiër
- Mischa Zverev (1987), Duits tennisser
- Ellina Zvereva (1960), Wit-Russisch atlete
- Natasja Zvereva (1971), Wit-Russisch tennisster
- Elsad Zverotić (1986), Montenegrijns voetballer

## Zvi
- Itzhak Ben-Zvi (1884-1963), Oekraïens-Israëlisch geschiedkundige en president van Israël
- Ronen Har-Zvi (1976), Israëlisch schaker

## Zvj
- Vadim Zvjaginsev (1976), Russisch schaker
- Andrej Petrovitsj Zvjagintsev (1964), Russisch filmregisseur
- Viktor Zvjahintsev (1950-2022), Sovjet-Russisch voetballer

## Zvo
- Milos Zvonar (1937), Nederlands anesthesioloog en politicus
- Vera Igorevna Zvonarjova (1984), Russisch tennisster
- Loekie Zvonik (1935-2000), Vlaams acteur
- Kira Aleksejevna Zvorykina (1919-2014), Russisch schaakster

## Zvu
- Victor Zvunka (1951), Frans voetballer en voetbaltrainer